# Byers (Kansas)
Byers – miasto w Stanach Zjednoczonych, w stanie Kansas, w hrabstwie Pratt.